# Butorides validipes
Butorides validipes är en utdöd fågel i familjen hägrar inom ordningen pelikanfåglar. Den beskrevs 1963 utifrån fossila lämningar från tidig pliocen till tidig pleistocen funna i Florida, USA.